# 10e étape du Tour de France 2017
Pour un article plus général, voir Tour de France 2017.
La 10e étape du Tour de France 2017 se déroule le mardi 11 juillet 2017 entre Périgueux et Bergerac, sur une distance de 178 kilomètres.

## Déroulement de la course
Yoann Offredo, de l'équipe Wanty-Groupe Gobert, lance la première échappée de la journée, dès le km 0. D'abord seul, il est rejoint par Élie Gesbert, de l'équipe Fortuneo-Oscaro, au km 5. Les deux coureurs sont rattrapés par le peloton à quelques kilomètres de l'arrivée et l'étape se termine par un sprint remporté par Marcel Kittel pour la 4e fois dans ce Tour.

## Résultats

### Classement de l'étape
| \| Classement de l'étape \| Classement de l'étape \| Classement de l'étape \| Classement de l'étape \| Classement de l'étape \| \| Coureur \| Coureur \| Pays \| Équipe \| Temps \| \| --------------------- \| --------------------- \| --------------------- \| -------------------------- \| --------------------- \| \| 1er \| Marcel Kittel \| Allemagne \| Quick-Step Floors \| 4 h 01 min 00 s \| \| 2e \| John Degenkolb \| Allemagne \| Trek-Segafredo \| + 0 s \| \| 3e \| Dylan Groenewegen \| Pays-Bas \| LottoNL-Jumbo \| + 0 s \| \| 4e \| Rüdiger Selig \| Allemagne \| Bora-Hansgrohe \| + 0 s \| \| 5e \| Alexander Kristoff \| Norvège \| Katusha-Alpecin \| + 0 s \| \| 6e \| Nacer Bouhanni \| France \| Cofidis, Solutions Crédits \| + 0 s \| \| 7e \| Daniel McLay \| Royaume-Uni \| Fortuneo-Oscaro \| + 0 s \| \| 8e \| Pieter Vanspeybrouck \| Belgique \| Wanty-Groupe Gobert \| + 0 s \| \| 9e \| Sonny Colbrelli \| Italie \| Bahrain-Merida \| + 0 s \| \| 10e \| Edvald Boasson Hagen \| Norvège \| Dimension Data \| + 0 s \| |                      |             |                            |                 |
| |                      |             |                            |                 |
| Source : ProCyclingStats |                      |             |                            |                 |
| Classement de l'étape |                      |             |                            |                 |
| Coureur | Coureur              | Pays        | Équipe                     | Temps           |
| 1er | Marcel Kittel        | Allemagne   | Quick-Step Floors          | 4 h 01 min 00 s |
| 2e | John Degenkolb       | Allemagne   | Trek-Segafredo             | + 0 s           |
| 3e | Dylan Groenewegen    | Pays-Bas    | LottoNL-Jumbo              | + 0 s           |
| 4e | Rüdiger Selig        | Allemagne   | Bora-Hansgrohe             | + 0 s           |
| 5e | Alexander Kristoff   | Norvège     | Katusha-Alpecin            | + 0 s           |
| 6e | Nacer Bouhanni       | France      | Cofidis, Solutions Crédits | + 0 s           |
| 7e | Daniel McLay         | Royaume-Uni | Fortuneo-Oscaro            | + 0 s           |
| 8e | Pieter Vanspeybrouck | Belgique    | Wanty-Groupe Gobert        | + 0 s           |
| 9e | Sonny Colbrelli      | Italie      | Bahrain-Merida             | + 0 s           |
| 10e | Edvald Boasson Hagen | Norvège     | Dimension Data             | + 0 s           |

### Points attribués
| Sprint intermédiaire - Saint-Cyprien (km 121) | Sprint intermédiaire - Saint-Cyprien (km 121) | Sprint intermédiaire - Saint-Cyprien (km 121) | Sprint intermédiaire - Saint-Cyprien (km 121) | Sprint intermédiaire - Saint-Cyprien (km 121) |
| --------------------------------------------- | --------------------------------------------- | --------------------------------------------- | --------------------------------------------- | --------------------------------------------- |
|                                               | Coureur                                       | Pays                                          | Équipe                                        | Point(s)                                      |
| 1er                                           | Yoann Offredo                                 | France                                        | Wanty-Groupe Gobert                           | 20                                            |
| 2e                                            | Élie Gesbert                                  | France                                        | Fortuneo-Oscaro                               | 17                                            |
| 3e                                            | André Greipel                                 | Allemagne                                     | Lotto-Soudal                                  | 15                                            |
| 4e                                            | Marcel Kittel                                 | Allemagne                                     | Quick-Step Floors                             | 13                                            |
| 5e                                            | Alexander Kristoff                            | Norvège                                       | Katusha-Alpecin                               | 11                                            |
| 6e                                            | Marco Haller                                  | Autriche                                      | Katusha-Alpecin                               | 10                                            |
| 7e                                            | Michael Matthews                              | Australie                                     | Sunweb                                        | 9                                             |
| 8e                                            | Sonny Colbrelli                               | Italie                                        | Bahrain-Merida                                | 8                                             |
| 9e                                            | Nikias Arndt                                  | Allemagne                                     | Sunweb                                        | 7                                             |
| 10e                                           | Fabio Sabatini                                | Italie                                        | Quick-Step Floors                             | 6                                             |
| 11e                                           | Thomas De Gendt                               | Belgique                                      | Lotto-Soudal                                  | 5                                             |
| 12e                                           | Zdeněk Štybar                                 | Tchéquie                                      | Quick-Step Floors                             | 4                                             |
| 13e                                           | Mike Teunissen                                | Pays-Bas                                      | Sunweb                                        | 3                                             |
| 14e                                           | Roy Curvers                                   | Pays-Bas                                      | Sunweb                                        | 2                                             |
| 15e                                           | Stefan Küng                                   | Suisse                                        | BMC Racing                                    | 1                                             |
| modifier                                      |                                               |                                               |                                               |                                               |

| Arrivée d'étape - Bergerac (km 178) | Arrivée d'étape - Bergerac (km 178) | Arrivée d'étape - Bergerac (km 178) | Arrivée d'étape - Bergerac (km 178) | Arrivée d'étape - Bergerac (km 178) |
| ----------------------------------- | ----------------------------------- | ----------------------------------- | ----------------------------------- | ----------------------------------- |
|                                     | Coureur                             | Pays                                | Équipe                              | Point(s)                            |
| 1er                                 | Marcel Kittel                       | Allemagne                           | Quick-Step Floors                   | 50                                  |
| 2e                                  | John Degenkolb                      | Allemagne                           | Trek-Segafredo                      | 30                                  |
| 3e                                  | Dylan Groenewegen                   | Pays-Bas                            | Lotto NL-Jumbo                      | 20                                  |
| 4e                                  | Rüdiger Selig                       | Allemagne                           | Bora-Hansgrohe                      | 18                                  |
| 5e                                  | Alexander Kristoff                  | Norvège                             | Katusha-Alpecin                     | 16                                  |
| 6e                                  | Nacer Bouhanni                      | France                              | Cofidis                             | 14                                  |
| 7e                                  | Daniel McLay                        | Royaume-Uni                         | Fortuneo-Oscaro                     | 12                                  |
| 8e                                  | Pieter Vanspeybrouck                | Belgique                            | Wanty-Groupe Gobert                 | 10                                  |
| 9e                                  | Sonny Colbrelli                     | Italie                              | Bahrain-Merida                      | 8                                   |
| 10e                                 | Edvald Boasson Hagen                | Norvège                             | Dimension Data                      | 7                                   |
| 11e                                 | Thomas Boudat                       | France                              | Direct Énergie                      | 6                                   |
| 12e                                 | André Greipel                       | Allemagne                           | Lotto-Soudal                        | 5                                   |
| 13e                                 | Michael Matthews                    | Australie                           | Sunweb                              | 4                                   |
| 14e                                 | Davide Cimolai                      | Italie                              | FDJ                                 | 3                                   |
| 15e                                 | Jasha Sütterlin                     | Allemagne                           | Movistar                            | 2                                   |
| modifier                            |                                     |                                     |                                     |                                     |

|   | Coureur           | Pays      | Équipe            | Secondes |
| - | ----------------- | --------- | ----------------- | -------- |
| 1 | Marcel Kittel     | Allemagne | Quick-Step Floors | 10 s     |
| 2 | John Degenkolb    | Allemagne | Trek-Segafredo    | 6 s      |
| 3 | Dylan Groenewegen | Pays-Bas  | Lotto NL-Jumbo    | 4 s      |

### Cols et côtes
| Côte de Domme (km 100,5) 4e catégorie (3,5 km à 3,3%) | Côte de Domme (km 100,5) 4e catégorie (3,5 km à 3,3%) | Côte de Domme (km 100,5) 4e catégorie (3,5 km à 3,3%) | Côte de Domme (km 100,5) 4e catégorie (3,5 km à 3,3%) | Côte de Domme (km 100,5) 4e catégorie (3,5 km à 3,3%) |
| ----------------------------------------------------- | ----------------------------------------------------- | ----------------------------------------------------- | ----------------------------------------------------- | ----------------------------------------------------- |
|                                                       | Coureur                                               | Pays                                                  | Équipe                                                | Point(s)                                              |
| 1er                                                   | Élie Gesbert                                          | France                                                | Fortuneo-Oscaro                                       | 1                                                     |
| modifier                                              |                                                       |                                                       |                                                       |                                                       |

| Côte du Buisson-de-Cadouin (km 138,5) 4e catégorie (2,1 km à 5,6%) | Côte du Buisson-de-Cadouin (km 138,5) 4e catégorie (2,1 km à 5,6%) | Côte du Buisson-de-Cadouin (km 138,5) 4e catégorie (2,1 km à 5,6%) | Côte du Buisson-de-Cadouin (km 138,5) 4e catégorie (2,1 km à 5,6%) | Côte du Buisson-de-Cadouin (km 138,5) 4e catégorie (2,1 km à 5,6%) |
| ------------------------------------------------------------------ | ------------------------------------------------------------------ | ------------------------------------------------------------------ | ------------------------------------------------------------------ | ------------------------------------------------------------------ |
|                                                                    | Coureur                                                            | Pays                                                               | Équipe                                                             | Point(s)                                                           |
| 1er                                                                | Élie Gesbert                                                       | France                                                             | Fortuneo-Oscaro                                                    | 1                                                                  |
| modifier                                                           |                                                                    |                                                                    |                                                                    |                                                                    |

## Classements à l'issue de l'étape

### Classement général
| \| Classement général \| Classement général \| Classement général \| Classement général \| Classement général \| \| Coureur \| Coureur \| Pays \| Équipe \| Temps \| \| ------------------ \| ------------------ \| ------------------ \| ------------------ \| ------------------ \| \| 1er \| Christopher Froome \| Royaume-Uni \| Team Sky \| 42 h 27 min 28 s \| \| 2e \| Fabio Aru \| Italie \| Astana \| + 18 s \| \| 3e \| Romain Bardet \| France \| AG2R La Mondiale \| + 51 s \| \| 4e \| Rigoberto Urán \| Colombie \| Cannondale-Drapac \| + 55 s \| \| 5e \| Jakob Fuglsang \| Danemark \| Astana \| + 1 min 37 s \| \| 6e \| Dan Martin \| Irlande \| Quick-Step Floors \| + 1 min 44 s \| \| 7e \| Simon Yates \| Royaume-Uni \| Orica-Scott \| + 2 min 02 s \| \| 8e \| Nairo Quintana \| Colombie \| Movistar Team \| + 2 min 13 s \| \| 9e \| Mikel Landa \| Espagne \| Team Sky \| + 3 min 06 s \| \| 10e \| George Bennett \| Nouvelle-Zélande \| LottoNL-Jumbo \| + 3 min 53 s \| |                    |                  |                   |                  |
| |                    |                  |                   |                  |
| Source : ProCyclingStats |                    |                  |                   |                  |
| Classement général |                    |                  |                   |                  |
| Coureur | Coureur            | Pays             | Équipe            | Temps            |
| 1er | Christopher Froome | Royaume-Uni      | Team Sky          | 42 h 27 min 28 s |
| 2e | Fabio Aru          | Italie           | Astana            | + 18 s           |
| 3e | Romain Bardet      | France           | AG2R La Mondiale  | + 51 s           |
| 4e | Rigoberto Urán     | Colombie         | Cannondale-Drapac | + 55 s           |
| 5e | Jakob Fuglsang     | Danemark         | Astana            | + 1 min 37 s     |
| 6e | Dan Martin         | Irlande          | Quick-Step Floors | + 1 min 44 s     |
| 7e | Simon Yates        | Royaume-Uni      | Orica-Scott       | + 2 min 02 s     |
| 8e | Nairo Quintana     | Colombie         | Movistar Team     | + 2 min 13 s     |
| 9e | Mikel Landa        | Espagne          | Team Sky          | + 3 min 06 s     |
| 10e | George Bennett     | Nouvelle-Zélande | LottoNL-Jumbo     | + 3 min 53 s     |

### Classement par points
| Classement par points | Classement par points | Classement par points | Classement par points      | Classement par points |
| Coureur               | Coureur               | Pays                  | Équipe                     | Points                |
| --------------------- | --------------------- | --------------------- | -------------------------- | --------------------- |
| 1er                   | Marcel Kittel         | Allemagne             | Quick-Step Floors          | 275 pts               |
| 2e                    | Michael Matthews      | Australie             | Team Sunweb                | 173 pts               |
| 3e                    | André Greipel         | Allemagne             | Lotto-Soudal               | 150 pts               |
| 4e                    | Alexander Kristoff    | Norvège               | Katusha-Alpecin            | 140 pts               |
| 5e                    | Sonny Colbrelli       | Italie                | Bahrain-Merida             | 89 pts                |
| 6e                    | Edvald Boasson Hagen  | Norvège               | Dimension Data             | 73 pts                |
| 7e                    | Nacer Bouhanni        | France                | Cofidis, Solutions Crédits | 68 pts                |
| 8e                    | Dylan Groenewegen     | Pays-Bas              | LottoNL-Jumbo              | 64 pts                |
| 9e                    | Dan Martin            | Irlande               | Quick-Step Floors          | 58 pts                |
| 10e                   | John Degenkolb        | Allemagne             | Trek-Segafredo             | 57 pts                |

### Classement du meilleur jeune
| Classement général du meilleur jeune | Classement général du meilleur jeune | Classement général du meilleur jeune | Classement général du meilleur jeune | Classement général du meilleur jeune |
|                                      | Coureur                              | Pays                                 | Équipe                               | Temps                                |
| ------------------------------------ | ------------------------------------ | ------------------------------------ | ------------------------------------ | ------------------------------------ |
| 1er                                  | Simon Yates                          | Royaume-Uni                          | Orica-Scott                          | en 42 h 29 min 30 s                  |
| 2e                                   | Louis Meintjes                       | Afrique du Sud                       | UAE                                  | + 2 min 58 s                         |
| 3e                                   | Pierre Latour                        | France                               | AG2R La Mondiale                     | + 3 min 28 s                         |
| 4e                                   | Emanuel Buchmann                     | Allemagne                            | Bora-Hansgrohe                       | + 6 min 44 s                         |
| 5e                                   | Guillaume Martin                     | France                               | Wanty-Groupe Gobert                  | + 13 min 21 s                        |
| 6e                                   | Tiesj Benoot                         | Belgique                             | Lotto-Soudal                         | + 16 min 42 s                        |
| 7e                                   | Lilian Calmejane                     | France                               | Direct Énergie                       | + 33 min 40 s                        |
| 8e                                   | Michael Valgren                      | Danemark                             | Astana                               | + 41 min 53 s                        |
| 9e                                   | Alexey Lutsenko                      | Kazakhstan                           | Astana                               | + 50 min 16 s                        |
| 10e                                  | Jay McCarthy                         | Australie                            | Bora-Hansgrohe                       | + 52 min 17 s                        |
| modifier                             |                                      |                                      |                                      |                                      |

### Classement du meilleur grimpeur
| Classement du meilleur grimpeur | Classement du meilleur grimpeur | Classement du meilleur grimpeur | Classement du meilleur grimpeur | Classement du meilleur grimpeur |
| ------------------------------- | ------------------------------- | ------------------------------- | ------------------------------- | ------------------------------- |
|                                 | Coureur                         | Pays                            | Équipe                          | Point(s)                        |
| 1er                             | Warren Barguil                  | France                          | Sunweb                          | 60 points                       |
| 2e                              | Primož Roglič                   | Slovénie                        | Lotto NL-Jumbo                  | 30 pts                          |
| 3e                              | Alexis Vuillermoz               | France                          | AG2R La Mondiale                | 27 pts                          |
| 4e                              | Daniel Martin                   | Irlande                         | Quick-Step Floors               | 23 pts                          |
| 5e                              | Bauke Mollema                   | Pays-Bas                        | Trek-Segafredo                  | 18 pts                          |
| 6e                              | Thibaut Pinot                   | France                          | FDJ                             | 17 pts                          |
| 7e                              | Christopher Froome              | Royaume-Uni                     | Sky                             | 16 pts                          |
| 8e                              | Tiesj Benoot                    | Belgique                        | Lotto-Soudal                    | 15 pts                          |
| 9e                              | Fabio Aru                       | Italie                          | Astana                          | 14 pts                          |
| 10e                             | Jakob Fuglsang                  | Danemark                        | Astana                          | 12 pts                          |
| modifier                        |                                 |                                 |                                 |                                 |

### Classement par équipes
| Classement par équipes | Classement par équipes | Classement par équipes | Classement par équipes |
| Équipe                 | Équipe                 | Pays                   | Temps                  |
| ---------------------- | ---------------------- | ---------------------- | ---------------------- |
| 1re                    | Sky                    | Royaume-Uni            | 127 h 28 min 25 s      |
| 2e                     | AG2R La Mondiale       | France                 | + 7 min 12 s           |
| 3e                     | Astana                 | Kazakhstan             | + 26 min 17 s          |
| 4e                     | Trek-Segafredo         | États-Unis             | + 27 min 26 s          |
| 5e                     | Movistar Team          | Espagne                | + 38 min 14 s          |
| 6e                     | Cannondale-Drapac      | États-Unis             | + 42 min 13 s          |
| 7e                     | Orica-Scott            | Australie              | + 45 min 57 s          |
| 8e                     | BMC Racing Team        | États-Unis             | + 51 min 39 s          |
| 9e                     | Lotto NL-Jumbo         | Pays-Bas               | + 1 h 05 min 31 s      |
| 10e                    | Fortuneo-Oscaro        | France                 | + 1 h 07 min 25 s      |

### Écarts entre les favoris
| Classement des favoris | Classement des favoris | Classement des favoris | Classement des favoris | Classement des favoris |
|                        | Coureur                | Pays                   | Équipe                 | Temps                  |
| ---------------------- | ---------------------- | ---------------------- | ---------------------- | ---------------------- |
| 1er                    | Christopher Froome     | Royaume-Uni            | Sky                    | en 42 h 27 min 28 s    |
| 2e                     | Fabio Aru              | Italie                 | Astana                 | + 18 s                 |
| 3e                     | Romain Bardet          | France                 | AG2R La Mondiale       | + 51 s                 |
| 4e                     | Jakob Fuglsang         | Danemark               | Astana                 | + 1 min 37 s           |
| 5e                     | Daniel Martin          | Irlande                | Quick-Step Floors      | + 1 min 44 s           |
| 6e                     | Simon Yates            | Royaume-Uni            | Orica-Scott            | + 2 min 2 s            |
| 7e                     | Nairo Quintana         | Colombie               | Movistar               | + 2 min 13 s           |
| 8e                     | Louis Meintjes         | Afrique du Sud         | UAE Emirates           | + 5 min 0 s            |
| 9e                     | Alberto Contador       | Espagne                | Trek-Segafredo         | + 5 min 15 s           |
| 10e                    | Esteban Chaves         | Colombie               | Orica-Scott            | + 32 min 3 s           |
| modifier               |                        |                        |                        |                        |

## Abandon
- 115 -  Rafał Majka (Bora-Hansgrohe) : Non partant